# Nonala
Nonala is een geslacht van kreeftachtigen uit de klasse van de Malacostraca (hogere kreeftachtigen).

## Soort
- Nonala holderi (Stimpson, 1871)